# 霍普 (堪薩斯州)
霍普（英語：Hope）是一個位於美國堪薩斯州迪金森縣的城市。

## 地方資料
根據2020年美國人口普查的數據，霍普的面積為1.01平方千米，當中陸地面積為1.01平方千米，而水域面積為0.00平方千米。當地共有人口317人，而人口密度為每平方千米313.86人。